# Dean Smith
Dean Smith (n. 15 ianuarie 1932, Breckenridge⁠(d), Texas, SUA – d. 24 iunie 2023, Breckenridge⁠(d), Texas, SUA) a fost un sprinter ce a reprezentat Statele Unite ale Americii, medaliat olimpic. A participat la o ediție a Jocurilor Olimpice (1952) în care a câștigat o medalie de aur în proba de 4x100 m. După cariera sa sportivă a fost cascador și a apărut în peste 150 de filme.

## Palmares
| An   | Competiție        | Locație            | Loc | Eveniment | Note |
| ---- | ----------------- | ------------------ | --- | --------- | ---- |
| 1952 | Jocurile Olimpice | Helsinki, Finlanda | 6   | 100 m     | 10,4 |
| 1952 | Jocurile Olimpice | Helsinki, Finlanda | 1   | 4x100 m   | 40,1 |